# Bank of the West Classic 1996
Bank of the West Classic 1996 - жіночий тенісний турнір, що проходив на закритих кортах з килимовим покриттям Oakland-Alameda County Coliseum Arena в Окленді (США). Належав до турнірів 2-ї категорії в рамках Туру WTA 1996. Відбувсь удвадцятьп'яте і тривав з 4 до 10 листопада 1996 року. Третя сіяна Мартіна Хінгіс здобула титул в одиночному розряді.

## Фінальна частина

### Одиночний розряд
Мартіна Хінгіс —  Моніка Селеш 6–2, 6–0
- Для Хінгіс це був 2-й титул в одиночному розряді за рік і за кар'єру.

### Парний розряд
Ліндсі Девенпорт /  Мері Джо Фернандес —  Іріна Спирля /  Наталі Тозья 6–1, 6–3
- Для Девенпорт це був 7-й титул за сезон і 17-й — за кар'єру. Для Фернандес це був 4-й титул за сезон і 22-й - за кар'єру.